# Katarzyna Zimmerer
Katarzyna Zimmerer (* 1961 in Krakau) ist eine polnische Journalistin und Übersetzerin, Tochter von Ludwig Zimmerer und Joanna Olczak-Ronikier. Sie war mit Jan Maria Rokita verheiratet.
Katarzyna Zimmerer übersetzte Werke von Hedwig Courths-Mahler, Hans-Georg Behr, Michael Hesemann, Horst Klaus Berg, Anselm Grün, Rainer Erler und Karl Frielingsdorf, die hauptsächlich in den Krakauer Verlagsanstalten „Znak“, „Wydawnictwo Literackie“ und „WAM“ erschienen sind. Sie ist eine ständige Mitarbeiterin des katholischen „Tygodnik Powszechny“- Wochenblattes. Sie veröffentlichte auch zwei Bücher: „Zamordowany świat - losy Żydów w Krakowie 1939–1945“ (Die ermordete Welt – Geschicke der Juden in Krakau) und „Zwyczajny dzień“ (Ein gewöhnlicher Tag).

## Bibliographie
- Zamordowany świat losy Żydów w Krakowie 1939–1945. Wydawnictwo Literackie, 2004, ISBN 83-08-03580-9.
- Zwyczajny dzień. W.A.B., 2012, ISBN 978-83-7747-474-7.